# Yazata
Yazata er i zarathustrianisme en engel, eller mere præcist et gudedommeligt væsen. Ahura Mazda skabte yaztaene for at hjælpe ham med kampen mod Ahriman og hans dæmoner.
| Religion | Spire Denne religionsartikel er en spire som bør udbygges. Du er velkommen til at hjælpe Wikipedia ved at udvide den. |